# Independence (Missouri)
Independence is een stad in de Amerikaanse staat Missouri en telt circa 117.000 inwoners (2016). Het is hiermee de 198e stad in de Verenigde Staten (2000). De oppervlakte bedraagt 202,7 km², waarmee het de 88e stad is. Independence behoort tot de metropoolregio van Kansas City.
In Independence staat de hoofdkerk van de Gemeenschap van Christus (voorheen de Gereorganiseerde Kerk van Jezus Christus van de Heiligen der Laatste Dagen). Deze kerk heeft wereldwijd 250.000 leden en is een afsplitsing van de Kerk van Jezus Christus van de Heiligen der Laatste Dagen (mormonen).
In de stad bevindt zich ook de presidentiële bibliotheek van Harry S. Truman, de 33ste president van de Verenigde Staten (1945–1953). Truman groeide op in Independence en woonde er het grootste gedeelte van zijn leven. Het was tevens de geboortestad van zijn echtgenote Bess Truman.

## Demografie
Van de bevolking is 17,2% ouder dan 65 jaar en bestaat voor 33,2 % uit eenpersoonshuishoudens. De werkloosheid bedraagt 5,1% (cijfers 2015).
Ongeveer 9,7% van de bevolking van Independence bestaat uit hispanics en latino's, 7,3% is van Afrikaanse oorsprong en 1% van Aziatische oorsprong.

## Klimaat
In januari is de gemiddelde temperatuur -3,5 °C, in juli is dat 25,8 °C. Jaarlijks valt er gemiddeld 955,5 mm neerslag (gegevens op basis van de meetperiode 1961-1990).

## Plaatsen in de nabije omgeving
De onderstaande figuur toont nabijgelegen plaatsen in een straal van 12 km rond Independence.

## Geboren in Independence
- Bess Truman (1885–1982), first lady van de Verenigde Staten tussen 1945 en 1953
- Ginger Rogers (1911–1995), actrice en danseres
- Margaret Weis (1948), schrijfster
- Dan McVicar (1958), acteur